# Эс-Суда
Эс-Суда (араб. السودة‎) — небольшой город на северо-западе Йемена, на территории мухафазы Амран. Административный центр мудирии Эс-Суда. Численность населения на 2004 год составляла 1672 человека.

## Географическое положение
Город находится в северо-восточной части мухафазы, в пределах горной местности хребта Сират, на высоте 2133 метров над уровнем моря.
Эс-Суда расположена на расстоянии приблизительно 35 километров к северо-северо-западу (NNW) от Амрана, административного центра мухафазы и на расстоянии 72 километров к северо-западу от Саны, столицы страны.

## Климат
Климат города характеризуется как холодный семиаридный (BSk в классификации климатов Кёппена). Среднегодовая температура воздуха составляет 13,7 °C. Средняя температура самого холодного месяца (декабря) составляет 9,8 °С, самого жаркого месяца (июля) — 17,7 °С. Расчётная многолетняя норма осадков — 284 мм.

## Транспорт
Ближайший аэропорт расположен в городе Сук-Абс.